# Šišov
Šišov és un poble i municipi d'Eslovàquia que es troba a la regió de Trenčín. La primera menció escrita de la vila es remunta al 1113.

## Demografia
| Godina             | 1994 | 2004   | 2014   | 2024   |
| ------------------ | ---- | ------ | ------ | ------ |
| Nombre de persones | 496  | 505    | 495    | 493    |
| Diferència         |      | +1,81% | −1,98% | −0,40% |

| Godina             | 2023 | 2024   |
| ------------------ | ---- | ------ |
| Nombre de persones | 478  | 493    |
| Diferència         |      | +3,13% |